# ديفيد شترايسوف
ديفيد شترايسوف (بالألمانية: Devid Striesow)‏ هو ممثل ألماني ولد يوم 1 أكتوبر 1983 في مدينة برغن آوف روغن. بدأ التمثيل سنة 1999. اشتهر بتمثيل دور برنهارد كروغر في فيلم المزورون في 2007 والذي رشح لنيل جائزة الأوسكار كأفضل فيلم أجنبي.

## روابط خارجية
- ديفيد شترايسوف على موقع IMDb (الإنجليزية)
- ديفيد شترايسوف على موقع مونزينجر (الألمانية)
- ديفيد شترايسوف على موقع ألو سيني (الفرنسية)
- ديفيد شترايسوف على موقع ميوزك برينز (الإنجليزية)
- ديفيد شترايسوف على موقع أول موفي (الإنجليزية)
- ديفيد شترايسوف على موقع قاعدة بيانات الأفلام السويدية (السويدية)
- ديفيد شترايسوف على موقع ديسكوغز (الإنجليزية)
- ديفيد شترايسوف على موقع قاعدة بيانات الفيلم (الإنجليزية)
- ديفيد شترايسوف على موقع كينوبويسك (الروسية)